# Victor Wong

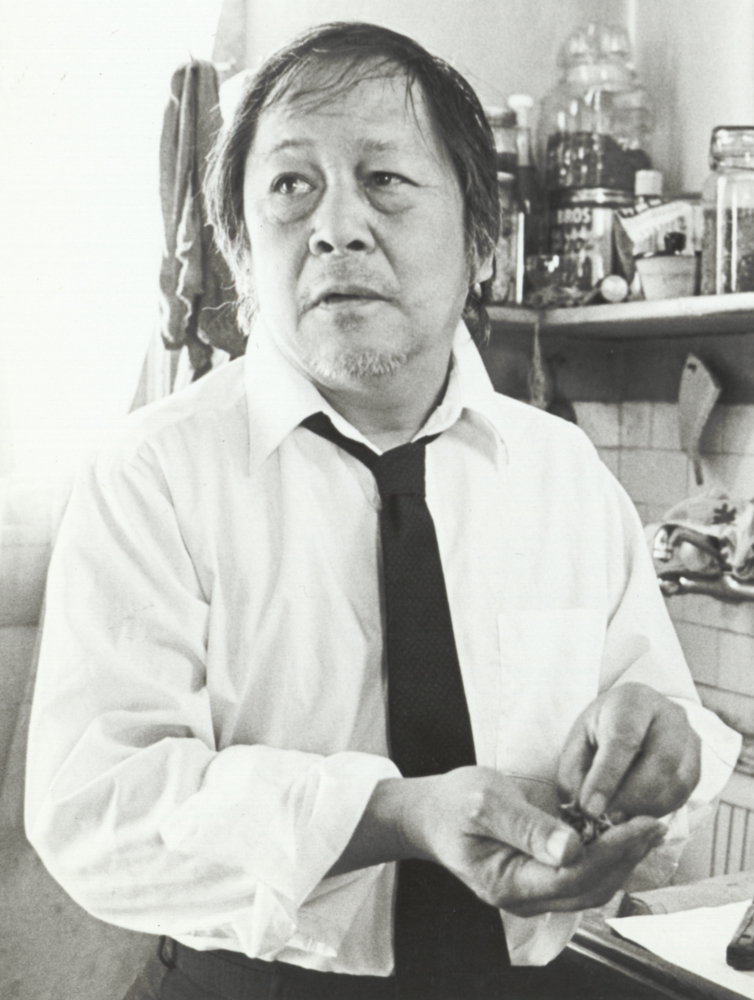
Victor Wong nel 1983.

Yee Keung Victor Wong (黄自強T, 黃自強S,  Huáng ZìqiángP; San Francisco, 30 luglio 1927 – Locke, 12 settembre 2001) è stato un attore statunitense di origini cinesi.

## Biografia
Victor Wong nacque a San Francisco e studiò scienze politiche e giornalismo alla Università della California e teologia alla Università di Chicago. Tornato a San Francisco, Wong frequentò il San Francisco Art Institute. Dopo una breve e sfortunata carriera nel giornalismo, Wong si dedicò interamente alla recitazione, debuttando nei teatri asiatici, e in seguito nei grandi palcoscenici di New York. Nell'ottobre del 1980 Wong fondò la Asian American Theater Company (AATC) debuttando a San Francisco nello spettacolo Paper Angels di Genny Lim.
Il lavoro nei teatri gli valse il passaggio al cinema nella seconda metà degli anni ottanta, rendendolo uno degli attori caratteristi asiatici più famosi al pari di Pat Morita. Dopo il suo primo ruolo importante nella commedia Il bambino d'oro (1986) con Eddie Murphy, Wong si affermò in seguito lavorando con registi del calibro di John Carpenter in Grosso guaio a Chinatown (1986) e Il signore del male (1987) e prendendo parte al "cult" di serie B Tremors (1990). Recitò inoltre per Bernardo Bertolucci nel kolossal L'ultimo imperatore (1987).
Negli anni novanta prese parte al film 3 ragazzi ninja (1992), interpretando il ruolo del nonno dei protagonisti. Il film godette di un certo successo fra i giovani e i bambini, e diede vita a una serie in cui Wong riprese il suo ruolo in tutte le pellicole. Nel 1997 recitò per Jean-Jacques Annaud in Sette anni in Tibet, al fianco di Brad Pitt, e l'anno successivo prese parte al quarto film della serie dei Ragazzi ninja, che fu l'ultimo della sua carriera prima del ritiro dal mondo del cinema per via dei due infarti subiti.
Il 12 settembre 2001, all'età di 74 anni, morì per via di un altro attacco cardiaco. La sua morte è collegata alla distruzione delle Torri Gemelle, evento che lo aveva sconvolto a tal punto da causare, con ogni probabilità, l'infarto fatale che lo colse proprio durante una vera e propria maratona televisiva di notiziari e aggiornamenti che l'attore stava seguendo ininterrottamente dal giorno precedente.

## Filmografia parziale
- Nightsongs, regia di Marva Nabili (1985)
- Dim Sum: A Little Bit of Heart, regia di Wayne Wang (1985)
- L'anno del dragone (Year of the Dragon), regia di Michael Cimino (1985)
- Il bambino d'oro (The Golden Child), regia di Michael Ritchie (1986)
- Shanghai Surprise, regia di Jim Goddard (1986)
- Grosso guaio a Chinatown (Big Trouble in Little China), regia di John Carpenter (1986)
- L'ultimo imperatore (The Last Emperor), regia di Bernardo Bertolucci (1987)
- Il signore del male (Prince of Darkness), regia di John Carpenter (1987)
- Fatal Vacation (An le zhan chang), regia di Eric Tsang (1989)
- Mangia una tazza di tè (Eat a Bowl of Tea), regia di Wayne Wang (1989)
- Solo, regia di Susan Inouye (1989)
- Tremors, regia di Ron Underwood (1990)
- Vediamoci stasera... porta il morto (Mystery Date), regia di Jonathan Wack (1991)
- 3 ragazzi ninja (3 Ninjas), regia di Jon Turteltaub (1992)
- Il circolo della fortuna e della felicità (The Joy Luck Club), regia di Wayne Wang (1993)
- I nuovi mini ninja (3 Ninjas Kick Back), regia di Charles T. Kanganis (1994)
- Tre piccole pesti (3 Ninjas Knuckle Up), regia di Sang-ok-Shin (1995)
- Nel Texas cadevano le stelle (The Stars Fell on Henrietta), regia di James Keach (1995)
- Jade, regia di William Friedkin (1995)
- Search (1997)
- Sette anni in Tibet (Seven Years in Tibet), regia di Jean-Jacques Annaud (1997)
- Lo stile del dragone (3 Ninjas: High Noon at Mega Mountain), regia di Sean McNamara (1998)

## Doppiatori italiani
Nelle versioni in italiano delle opere in cui ha recitato, Victor Wong è stato doppiato da:
- Renato Mori ne I nuovi mini ninja, Tre piccole pesti, Lo stile del dragone
- Mario Bardella ne Il bambino d'oro, L'ultimo imperatore
- Mino Caprio in L'anno del dragone
- Giorgio Lopez in Shanghai Surprise
- Guido Cerniglia in Grosso guaio a Chinatown
- Gianfranco Bellini ne Il signore del male
- Toni Orlandi in Tremors
- Marcello Mandò in Vediamoci stasera... porta il morto
- Oreste Rizzini in 3 ragazzi ninja